# Венский международный центр
Венский международный центр, или «Город ООН» (англ. Vienna International Centre, (VIC); UNO-City), — комплекс зданий, где размещены многие организации ООН в Вене. Одно из региональных отделений ООН, наряду со штаб-квартирой в Нью-Йорке, отделением в Женеве и отделением в Найроби.
Комплекс зданий был спроектирован архитектором Йоханом Штабером (нем. Johann Staber) и построен в 1973—1979 годах. Международный центр расположен в Донауштадте, на левом берегу Дуная. Идея его создания была предложена канцлером Бруно Крайским.
Комплекс состоит из шести башен в форме буквы Y, окружающих центральное конференц-здание. Общая площадь составляет 230 000 м², а самая высокая башня насчитывает 28 этажей (120 м). Здесь работают более 4500 человек.

## Организации
- Международное агентство по атомной энергии (МАГАТЭ)
- Комиссия ООН по праву международной торговли (ЮНСИТРАЛ)
- Организация Объединённых Наций по промышленному развитию (ЮНИДО)
- Управление ООН по наркотикам и преступности (УНП ООН)
- Управление Верховного комиссара ООН по делам беженцев (УВКБ)
- Управление по вопросам космического пространства ООН (United Nations Office for Outer Space Affairs)
- Организация Договора о всеобъемлющем запрещении ядерных испытаний (Comprehensive Nuclear-Test-Ban Treaty Organization (CTBTO))